# Rajaâ Cherkaoui El Moursli
Rajaâ Cherkaoui El Moursli (Salé, 12 de maio de 1954) é uma física nuclear marroquina, que participou da descoberta do Bóson de Higgs. 
É ganhadora da edição de 2015 do Prêmio L'Oréal-UNESCO para mulheres em ciência. Uma das primeiras marroquinas a participar do consórcio internacional do ATLAS, no CERN, em 1996. É vice-presidente de pesquisa, cooperação e parceria científica da Universidade Mohammed V, em Rabat.

## Biografia
Rajaâ nasceu em Salé, em 1954. Ingressou em Ciências Matemáticas no Lycée Descartes, em Rabat, onde concluiu o bacharelado. Encontrou resistência da família, muito tradicional, quando quis sair do país para fazer o doutorado em Grenoble. Seu doutorado em física estudou íons pesados no Laboratório de Física Subatômica e Cosmologia da Universidade Joseph Fourier.

## Carreira
Convencida pelo pai a retornar ao país, Rajaâ ingressou na Faculdade de Ciências da Universidade Mohammed V, de Rabat, como professora e pesquisadora em 1996 e é responsável pelo Laboratório de Física Nuclear (LPNR), onde desenvolve pesquisas sobre vários temas em torno de aplicações de técnicas nucleares. É a base da colaboração com o CERN no projeto ATLAS. Ela também esteve envolvida na criação do primeiro Mestrado em Física Médica da Faculdade de Ciências.
É membro do Conselho Científico do Centro Nacional de Estudos de Ciência e Tecnologia Nuclear (CNESTEN), em Rabat. Orientou muitos mestres e doutores, alguns deles os primeiros em sua área no Marrocos. Autora e co-autora de diversos artigos científicos, participou de diversos encontros, simpósios e congressos. Em 2013, foi eleita vice-presidente de ensino e pesquisa da Universidade Mohammed V. Faz parte de diversos conselhos científicos e de apoio à ciência, onde milita pela expansão da pesquisa em seu país.
Contribui significativamente para a melhoria do sistema de saúde marroquino. Foi recompensada por sua grande contribuição para uma das maiores descobertas da história da física: a prova da existência do bóson de Higgs, a partícula responsável pela criação de massa no universo.

## L'Oréal-UNESCO
Por sua inestimável contribuição à física nuclear, pela descoberta do bóson de Higgs e sua luta pela expansão da pesquisa em seu país, ela foi premiada em 2015 com Prêmio L'Oréal-UNESCO para mulheres em ciência, representando o continente africano.